# Serranía de Iniricarsama
Die Serranía de Iniricarsama ist ein System von Höhenrücken im südamerikanischen Anden-Staat Bolivien.

## Lage
Die Serranía de Iniricarsama ist eine der bolivianischen Voranden-Ketten und liegt zwischen der Serranía del Imajana im Südwesten und der Serranía Racete im Südosten. Sie erstreckt sich in Nordwest-Südost-Richtung im Departamento Cochabamba über die Landkreise (bolivianisch: Municipios) Chimoré, Pojo und Puerto Villarroel. Im Südwesten wird der Höhenzug durch den Río Chimoré und den Río Osos begrenzt, nach Südosten durch den Río Alizar, und nach Nordosten durch den Río Sajta. Nach Norden öffnet sich der Höhenzug zu der Ebene von Ivirgarzama, die Gesamtlänge des Höhenzuges liegt bei etwa fünfzig Kilometern, seine Breite bei etwa zehn Kilometern. Die höchste Erhebung ist der Cerro Sore Orkho (1890 m) im südöstlichen Teil der Serranía de Iniricarsama.

## Geographie
Die Serranía de Iniricarsama folgt der Auffaltungsrichtung des Anden-Hochgebirges, ohne die absolute Höhe der zentralen Anden-Regionen zu erreichen, ihre Nordostflanke ertrinkt in dem Erosionsmaterial, das in Jahrmillionen in das bolivianische Tiefland gewaschen worden ist. Aus der Serranía de Iniricarsama heraus entwässern zahlreiche kleinere Flüsse in nordöstlicher Richtung, wie der Río Icersama, Río Ivirgarsamita, Río Ivirgarzama, Río Sajtita und Río Sajta Grande. Der Höhenzug zusammen mit der südwestlich anschließenden Serranía del Imajana und Teilen der Serranía Racete ist seit 1991 als Nationalpark Carrasco (Parque Nacional Carrasco) unter Naturschutz gestellt.

## Erschließung
Die Serranía de Iniricarsama ist fast unbesiedelt und nur durch unbefestigte Straßen erschlossen, die vielfältige Flora und Fauna der semihumiden subtropischen Bergwälder sind noch wenig durch den Tourismus erschlossen.